# Cobitis macrostigma
Cobitis macrostigma är en fiskart som beskrevs av Dabry de Thiersant 1872. Cobitis macrostigma ingår i släktet Cobitis och familjen nissögefiskar. Inga underarter finns listade i Catalogue of Life.